# Vadon (film, 2014)
A Vadon (eredeti címén: Wild) egy 2014-ben bemutatott amerikai életrajzi filmdráma-kalandfilm, amelyet Jean-Marc Vallée rendezett. A forgatókönyvet Cheryl Strayed könyve alapján Nick Hornby készítette. A főszerepben Reese Witherspoon és Laura Dern látható.
2014. augusztus 29-én mutatták be a Telluride Filmfesztiválon. Magyarországon 2015. február 19-től vetítették a mozikban. A Vadon főszereplőit, Witherspoont és Dernt több filmes díjra is jelölték, köztük Oscar-díjra.

## Cselekmény
Cheryl Strayed hátrahagyja Minneapolist, hogy egyedül túrázza végig a Pacific Crest Trail (PCT) 2650 mérföldes (4260 km) útvonalán 1100 mérföldet (1800 km). Az út során elgondolkodik gyermekkorán és édesanyján Bobbin, aki rákos volt. Anyja halála Cherylt mély depresszióba taszította, amelyet heroinnal és szexszel próbált tompítani. Miután viselkedése tönkretette a házasságát, majd Cheryl abortuszon esett át, elhatározza, hogy végigjárja az ösvényt, hogy megpróbálja újra felfedezni azt a nőt, akinek az anyja nevelte.
Cheryl a dél-kaliforniai Mojave-sivatagban kezdi meg a túrát. Az első éjszakán rájön, hogy rossz típusú tüzelőanyagot hozott a tűzhelyéhez, ezért nem tud főzni. Néhány nap után, amikor csak hideg ételt eszik, találkozik egy Frank nevű farmerrel, aki ad neki enni, és elviszi a megfelelő tüzelőanyagért.
Az ösvény további szakaszán Cheryl találkozik egy Greg nevű túrázóval, aki beleegyezik, hogy segít neki megtervezni a túra következő szakaszát, amikor eljutnak Kennedy Meadowsba. Egy Ed nevű kempingező tanácsára könnyítenek a túlsúlyos hátizsákján, és kicseréltetik a túrabakancsát. Cheryl legjobb barátnője, Aimee küld neki ellátmányt az állomásokra, és levelet kap a volt férjétől, Paultól is, aki még mindig törődik Cheryllel, és gratulál neki az előrehaladásához.
Cheryl megfogadja Greg javaslatát, és buszra száll Renóban, hogy elkerülje Sierra Nevadában a havazást. A túráját meghosszabbítja Oregonig, de még mindig talál havat az ösvényen. A városon túli sivatagban egy üres víztartály miatt Cherylnek egy teljes napig víz nélkül kell maradnia a rendkívüli hőségben, mire kiszáradva és a kimerültség határán egy sáros pocsolyát talál, amelyből a hordozható víztisztító segítségével ivóvizet tud nyerni. Miközben a víz fertőtlenítésére vár, két vadász közeledik felé, és célozgató megjegyzéseket tesznek, Cheryl pedig fenyegetve és sebezhetőnek érzi magát. Az egyikük később visszatér, de távozik, amikor a barátja hívja, így Cheryl addig fut, amíg meg nem bizonyosodik arról, hogy nem követik.
Cheryl Ashlandben találkozik Jonathannal, aki meghívja őt a nemrég elhunyt Jerry Garcia tiszteletére rendezett koncertre, és együtt töltik az éjszakát.
Valamivel később, a Crater Lake meglátogatása után Cheryl eljut a Mount Hood Nemzeti Erdőbe, ahol fiatal férfi túrázók barátságos csoportjával találkozik, akik felismerik őt azokról a rövid idézetekről és versekről, amelyeket gyakran ír az aláírása mellé a PCT mentén a túrázók rekordkönyveibe.
Egy esős napon Cheryl talál egy lámát, amely egy nagymamájával túrázó kisfiú elől szökött meg. Visszaadja, és elbeszélget a fiúval, aki a szüleiről kérdezősködik. Amikor a lány megemlíti, hogy az édesanyja meghalt, a fiú elénekli neki a "Red River Valley"-t, amit az édesanyja szokott neki énekelni. A fiú és a nagymamája tovább haladnak az ösvényen, Cheryl pedig összeomlik és elsírja magát.
Szeptember 15-én, 94 nap utazás után Cheryl eléri az Istenek hídját a Columbia folyón Oregon és Washington között, és ezzel véget ér az útja. Az ösvény különböző pontjain, többek között a hídnál is, találkozott egy vörös rókával, amelyet úgy értelmez, mint az anyja szellemét, aki vigyáz rá. Miközben a hídra lép, jövőbeli énje elmélkedik arról, hogy mit tanult az utazás során, és elárulja, hogy négy évvel később újra férjhez ment a híd közelében, kilenc évvel később fia született, tíz évvel később pedig lánya, akit anyja után Bobbinak nevezett el.

## Szereplők
| Szerep         | Színész             | Magyar hang            |
| -------------- | ------------------- | ---------------------- |
| Cheryl Strayed | Reese Witherspoon   | Balsai Móni            |
| Bobbi          | Laura Dern          | Götz Anna              |
| Paul           | Thomas Sadoski      | Varga Gábor            |
| Leif           | Keene McRae         | Czető Roland           |
| Jonathan       | Michiel Huisman     | Szatory Dávid          |
| Frank          | W. Earl Brown       | Törköly Levente        |
| Aimee          | Gaby Hoffmann       | Kis-Kovács Luca        |
| Greg           | Kevin Rankin        | Szatmári Attila        |
| erdőőr         | Brian Van Holt      | Schneider Zoltán       |
| Ed             | Cliff De Young      | Forgács Gábor          |
| Jimmy Carter   | Mo                  | Horváth-Töreki Gergely |
| Josh           | Will Cuddy          | Gacsal Ádám            |
| Rick           | Leigh Parker        | Előd Álmos             |
| Richie         | Nick Eversman       | Baráth István          |
| Stacey         | Cathryn de Prume    | Solecki Janka          |
| Lou            | Lorraine Bahr       | Réti Szilvia           |
| Dave           | Jerry Carlton       | Barbinek Péter         |
| Spider         | Kevin Michael Moore | Élő Balázs             |
| orvos          | Gray Eubank         | Jakab Csaba            |
| tetováló       | Art Alexakis        | Pál Tamás              |
| autós nő       | Cheryl Strayed      | Czifra Krisztina       |

## Fogadtatása
A film jól remekelt a kritikusok körében. A Rotten Tomatoeson 88%-os minősítést ért el 280 értékelés alapján, az összefoglaló szerint: „Az erőteljesen megható és érzelmileg átütő Vadonban Jean-Marc Vallée rendező és Reese Witherspoon erejük teljében dolgoznak.”
„Egy csendesen megindító, a felnőtté válásról szóló történet, amely ellenáll a formuláknak vagy a könnyű megváltásnak, és amelyet Witherspoon erős, kendőzetlen alakítása vezérel, aki sztárként és producerként is hatalmas elismerést érdemel”, írta Nev Pierce az Empire Magazine-tól. David Sims a The Atlantictól azt írta: „Egy érzelmes emlékiratot örökít meg anélkül, hogy didaktikus történetnek hatna a megpróbáltatásokon való győzelemről.” Tom Long a Detroit News-tól azt írta: „Nincs semmi különös vadság a Vadonban, a megváltás előremozgó történetében, amely Reese Witherspoon elszánt menetelését követi a legjobb színésznőnek járó Oscar-jelölés felé.”
A MetaCritic 74 pontot adott a 100-ból 47 vélemény alapján. Rex Reed az Observertől azt írta: „Ez az év egyik legmozgalmasabb filmes élménye.” David Denby a New Yorkertől azt írta: „A táj persze egy hegyi kecske szívét is megdobogtatná, és a Vadonnak van egy csodálatra méltó hősnője, de maga a film gyakran inkább tűnik szó szerint vettnek, mint költőinek, inkább elfoglaltnak, mint magasztosnak, inkább közlésre vágyónak, mint könnyen pompázónak.” Connie Ogle a Miami Heraldtól azt írta: „A Vadon talán úgy hangzik, mint egy film a megváltásról, de sokkal inkább arról szól, hogy megtanuljunk együtt élni azzal, amit nem tudunk irányítani - és elfogadni azt, amit tudunk, ami néha ugyanolyan nehéz.”
A Box Office Mojo szerint a produkció 52 millió dolláros bevételt ért el, a költségvetésről nincs elérhető adat.

## Fontosabb díjak és jelölések
| Esemény                      | Díj                     | Kategória                                             | Eredmény |
| ---------------------------- | ----------------------- | ----------------------------------------------------- | -------- |
| 68. BAFTA-gála               | BAFTA-díj               | Legjobb női főszereplő: Reese Witherspoon             | Jelölve  |
| 72. Golden Globe-gála        | Golden Globe-díj        | Legjobb női főszereplő (filmdráma): Reese Witherspoon | Jelölve  |
| 87. Oscar-gála               | Oscar-díj               | Legjobb női főszereplő: Reese Witherspoon             | Jelölve  |
| 87. Oscar-gála               | Oscar-díj               | Legjobb női mellékszereplő: Laura Dern                | Jelölve  |
| 21. Screen Actors Guild-gála | Screen Actors Guild-díj | Legjobb női főszereplő (mozifilm): Reese Witherspoon  | Jelölve  |